# Thadeus von Sivers
Thadeus Ferdinand Ludwig von Sivers (en ruso: Фадде́й Васи́льевич Си́верс, Faddey Vasil'evich Sivers; 16 de octubre de 1853 - ?), referido erróneamente como Thadeus von Sievers, fue un general alemán del Báltico que sirvió en el Ejército Imperial Ruso.
Sivers fue notorio por su papel en la invasión de Prusia Oriental durante las fases iniciales de la I Guerra Mundial, en la que comandó el 10.º Ejército contra los alemanes y tuvo éxito en tomar las ciudades de Prusia Oriental de Stallupönen (ahora Nesterov, Rusia) y Goldap (ahora Polonia) en octubre de 1914.
Mayores éxitos del Ejército ruso en Prusia Oriental no se materializaron. En la segunda batalla de los Lagos Masurianos en febrero de 1916, el 10.º Ejército comandado por Sivers, fue mayormente destruido. Tras la derrota, Sivers fue expulsado como Comandante del Ejército, aunque había estado entre aquellos que avisaron de antemano de la desfavorable situación estratégica que había surgido.
El 25 de abril de 1915, Sivers fue enviado al retiro. Su destino ulterior es desconocido, algunos especulan con que cayó en una depresión y se suicidó, mientras que otros proclaman que sobrevivió en la guerra civil rusa y tomó el mando en el bando del Movimiento Blanco.